# Bourgmestre (république démocratique du Congo)
 (octobre 2012).
Si vous disposez d'ouvrages ou d'articles de référence ou si vous connaissez des sites web de qualité traitant du thème abordé ici, merci de compléter l'article en donnant les références utiles à sa vérifiabilité et en les liant à la section « Notes et références ».
Pour les articles homonymes, voir Bourgmestre (homonymie).
En république démocratique du Congo, le bourgmestre est le chef de l'administration d'une commune.

## Bourgmestre
Les villes (grandes agglomérations urbaines) sont subdivisées en communes. 
Depuis le statut des villes et des communes établi en 1957 et appliqué jusqu'à l'établissement de la dictature à la suite du coup d'État du général Mobutu en 1965, les bourgmestres étaient nommés par l'autorité provinciale sur présentation par les conseils communaux concernés.

## Premier bourgmestre
Le premier bourgmestre était le chef de l'administration urbaine qui assurait les services communs à l'ensemble de l'agglomération (ville). Le premier bourgmestre était un agent de l'administration d'Afrique (ensuite provinciale) et il assumait en même temps les fonctions de commissaire de district. 

## Commissaire de zone
Sous la dictature, les fonctions de bourgmestre furent supprimées et remplacées par des commissaires de zone, à l'instar des anciens chefs de zone de l'administration coloniale avant la démocratisation de 1957 ; ils étaient nommés et révoqués ad nutum par le maréchal-président.